# Рагби 15 репрезентација САД
Рагби јунион репрезентација САД је тим који представља САД у рагби јунион такмичењима Надимак им је "Орлови", а највећи ривал им је Канада . Рагби јунион репрезентација САД на светском првенству никада није прошла групну фазу, али је у првој половини 20. века на олимпијским играма освојила неколико златних медаља. Највише гледалаца који су присуствовали једној утакмици ове репрезентације било је у Чикагу (61 500), на утакмици између САД и Новог Зеланда. Највише утакмица за САД одиграо је Мајк Макдоналд - 67, Ваеа Анитони постигао је највише есеја - 26, а најбољи поентер је Мајк Херкус са 465 поена.
Успеси
- Летње олимпијске игре

- Златна медаља (2) : 1920, 1924.

## Тренутни састав[4]
Зек Фенолио
Мет Тровил
Крис Бауман
Фил Тил
Ерик Фрај
Оливе Килифи
Тити Ламосителе
Кем Долан
Грег Петерсон
Хејден Смит
Ендру Дурутало
Дени Берет
Саму Маноа
Нику Кругер
Мајк Петри
Шелом Суниула
Фолау Ниуа
Зек Тест
Брет Томпсон
Крис Вајлс - капитен